# Shereen Usdin
Shereen Usdin (Durban, 8 april 1962) is een Zuid-Afrikaanse arts.
Aan de Universiteit van Witwatersrand (Johannesburg) volgde ze de studie geneeskunde, die ze in 1985 afrondde. In 1995 behaalde ze de titel Master Public Health aan de Harvard-universiteit. Ze is medeoprichtster van het Zuid-Afrikaanse Soul City Institute for Health and Development Communication. Ze is werkzaam binnen de Hiv-/Aidsproblematiek en zet zich in voor de bestrijding van geweld tegen vrouwen en voor de bevordering van de mensenrechten. 

## Werk
Ze heeft aan talloze boeken en artikelen meegewerkt. In 2003 schreef ze de No Nonsense Guide to HIV/AIDS. Dit werk is vertaald in het Nederlands.